# Contarinia coronillae
Contarinia coronillae är en tvåvingeart som beskrevs av Janezic 1979. Contarinia coronillae ingår i släktet Contarinia och familjen gallmyggor. Inga underarter finns listade i Catalogue of Life.